# At the Altar
At the Altar è un cortometraggio muto del 1909 diretto da David W. Griffith che ne firma anche la sceneggiatura. Tra gli interpreti, Marion Leonard, David Miles, Charles Inslee, Herbert Yost, Anita Hendrie.
Griffith fu il primo regista a dedicare una serie di cortometraggi alla vita degli italoamericani. In questo filmato, ad essere posto in primo piano è il tema delle forti passioni e gelosie amorose che il pregiudizio comune individuava come tratti caratteristici del maschio italiano.

## Trama
Un pretendente respinto progetta un congegno per uccidere la sposa e il suo futuro marito sull'altare durante la cerimonia di nozze. La tragedia verrà evitata perché, dopo aver predisposto la trappola infernale vicino all'altare, nella chiesa dove deve celebrarsi la cerimonia, l'uomo si uccide lasciando una lettera che spiega il suo suicidio. La cameriera, che la legge, avvisa un poliziotto che si precipita per fermare gli sposi e, nella foga, cade rompendosi la caviglia. Soccorso da un ragazzo che vende i giornali, riuscirà ad arrivare in chiesa giusto in tempo.

## Produzione
Prodotto dall'American Mutoscope & Biograph, il film fu girato a Edgewater nel New Jersey il 30 gennaio e l'8 febbraio 1909. Le riprese in interni furono fatte negli studi della Biograph.

## Distribuzione
Il copyright del film, richiesto dall'American Mutoscope and Biograph Co., fu registrato il 26 febbraio 1909 con il numero H123389.
Distribuito negli Stati Uniti dall'American Mutoscope & Biograph, il film - un cortometraggio in una bobina - uscì nelle sale il 25 febbraio 1909.
Copia della pellicola (un positivo in 35 mm) viene conservata negli archivi della Library of Congress. Il film fu distribuito nel 2005 in DVD dalla Grapevine Video, compreso in un'antologia dal titolo D.W. Griffith, Director - Volume 2 (1909), comprendente undici cortometraggi di Griffith per un totale complessivo di 112 minuti. I film sono stati masterizzati da una copia in 16 mm